# Nupoide Sprachen
Die nupoiden Sprachen (oder kurz Nupoid) bilden eine Untereinheit des West-Benue-Kongo, einer Gruppe der Benue-Kongo-Sprachen, die ihrerseits zur Niger-Kongo-Sprachfamilie gehören.
Die rund zehn nupoiden Sprachen – außer Igbira und Gade – sind mit dem Nupe eng verwandt; sie werden von etwa drei Millionen Menschen in West- und Zentral-Nigeria gesprochen.

## Position des Nupoid innerhalb des Niger-Kongo

Nupe-Gebiet bläulichgrün am Niger oberhalb der Benue-Mündung

- Niger-Kongo
  - Volta-Kongo
    - Süd-Volta-Kongo
      - Benue-Kongo
        - West-Benue-Kongo
          - Nupoid

## Interne Klassifikation
- Nupoid
  - Nupe-Gbayi
    - Nupe
      - Nupe (1 Mio.)
      - Kakanda (20 Tsd.), Kupa (20 Tsd.), Gupa-Abawa (15 Tsd.), Asu (5 Tsd.), Kami (5 Tsd.)

    - Gbagyi-Gbari
      - Gbagyi (700 Tsd.)
      - Gbari (300 Tsd.)

    - Dibo
      - Dibo (Shitako) (100 Tsd.)

  - Ebira-Gade
    - Igbira (Ebira) (1 Mio.)
    - Gade (60 Tsd.)